# Eduard Stăncioiu
Eduard Cornel Stăncioiu (Bukarest, 1981. március 3. –) román válogatott labdarúgó, jelenleg az ASA Tîrgu Mureș játékosa. Posztját tekintve kapus.

## Sikerei, díjai
CFR Cluj
- Román bajnok (2): 2007–08, 2008–09
- Román kupagyőztes (3): 2007–08, 2008–09, 2009–10
- Román szuperkupagyőztes (1): 2009

## Külső hivatkozások
- Eduard Stăncioiu a national-football-teams.com honlapján